# Епархия Джорджтауна
Епархия Джорджтауна (лат. Dioecesis Georgiopolitana) — епархия Римско-Католической церкви с центром в городе Джорджтаун, Гайана. Епархия Джорджтауна входит в митрополию Порт-оф-Спейна и распространяет свою юрисдикцию на всю территорию Гайаны. Кафедральным собором епархии Джорджтауна является церковь Непорочного Зачатия Пресвятой Девы Марии.

## История
12 апреля 1837 года Римский папа Григорий XVI выпустил бреве «Ex pastoralis ministerii», которой учредил апостольский викариат Британской Гайаны, выделив его из апостольского викариата Тринидада (сегодня — Архиепархия Порт-оф-Спейна).
29 февраля 1956 года Римский папа Пий XII выпустил буллу «Quoniam gravissimum», которой преобразовал апостольский викариат Британской Гайаны в епархию Джорджтауна.
Епархия Джорджтауна входит в Конференцию католических епископов Антильских островов.

## Ординарии епархии
- епископ William Clancy (12.04.1837 — 3.09.1843);
  - священник Thomas Hynes O.P.[1] (12.09.1843 — 21.09.1846) — апостольский администратор;
- епископ Thomas Hynes O.P. (21.09.1846 — 1858);
- епископ James Etheridge S.J. (2.07.1858 — 31.12.1877);
- епископ Anthony Butler S.J. (31.03.1878 — 25.10.1901);
- епископ Compton Theodore Galton S.J. (9.05.1902 — 10.04.1931);
- епископ George Weld S.J. (18.01.1932 — 18.07.1954);
- епископ Richard Lester Guilly S.J. (18.07.1954 — 12.08.1972);
- епископ Benedict Singh (12.08.1972 — 10.11.2003);
- епископ Francis Dean Alleyne O.S.B. (30.10.2003 — по настоящее время).

## Источник
- Annuario Pontificio, Libreria Editrice Vaticana, Città del Vaticano, 2003, ISBN 88-209-7422-3
- Бреве Ex pastoralis ministerii Bullarium pontificium Sacrae Congregationis de Propaganda Fide, Tomo V, Romae 1841, стр. 156—157
- Булла Quoniam gravissimum, AAS 48 (1956), стр. 602  (лат.)